# National Football League
National Football League (w skrócie NFL, pol. Narodowa Liga Futbolowa) – największa zawodowa liga futbolu amerykańskiego, złożona z 32 drużyn. Utworzona 17 września 1920 jako American Professional Football Conference (pol. Amerykańska Konferencja Futbolu Zawodowego), od 1922 r. pod obecną nazwą.
Zespoły podzielone są obecnie pomiędzy dwie konferencje: American Football Conference (skrót: AFC, Amerykańska Konferencja Futbolowa) i National Football Conference (skrót: NFC, Krajowa Konferencja Futbolowa). Obie konferencje dzielą się z kolei na 4 dywizje zrzeszające po 4 zespoły każda. Dla rozróżnienia dywizjom nadano określenia: Wschodnia, Północna, Południowa i Zachodnia.
Podczas sezonu każdy z zespołów ligi rozgrywa 17 meczów w przeciągu 18 tygodni – zazwyczaj w okresie od września do grudnia. Po zakończeniu sezonu następuje faza rozgrywek play-off, w której uczestniczy po 6 najlepszych zespołów w obu konferencjach: czterech zwycięzców dywizji oraz dwie drużyny niezwycięskie („dzikie karty”) z najlepszym dorobkiem punktowym w danej konferencji. Faza kończy się zwycięstwem jednej z drużyn, która staje się mistrzem swojej konferencji i awansuje do finału ligi, Super Bowl, w którym mierzy się z mistrzem drugiej konferencji. Super Bowl rozgrywa się na uprzednio wybranym obiekcie – zazwyczaj jest to stadion jednej z drużyn ligi. Tydzień przed finałem, odbywa się Pro Bowl, mecz gwiazd obu konferencji.

## Drużyny

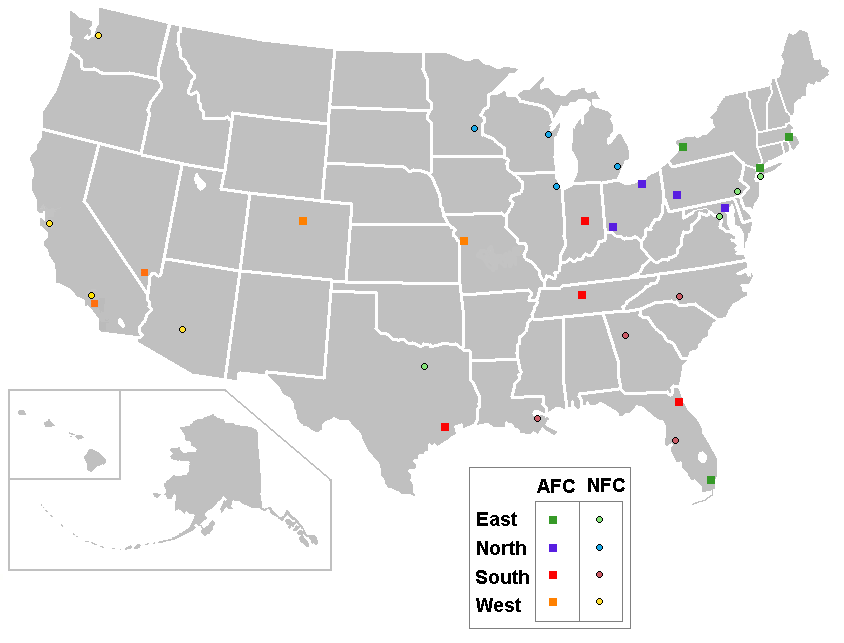
Mapa rozmieszczenia siedzib zespołów ligi NFL z podziałem na konferencje: American Football Conference (AFC) i National Football Conference (NFC).

W lidze NFL grają 32 zespoły. Każdemu z klubów wolno zgłosić 53 zawodników do rozgrywek w sezonie. W przeciwieństwie do innych lig zawodowych w Stanach Zjednoczonych, takich jak MLB, MLS, NBA czy NHL, w lidze NFL nie grają żadne drużyny kanadyjskie.
Większość największych miast Stanów Zjednoczonych gości drużynę ligi NFL. Ważniejszym wyjątkiem jest siódme co do wielkości, San Antonio, w Teksasie. Ponieważ większość zawodowych lig sportowych w Stanach Zjednoczonych opartych jest na systemie franczyzowym, NFL jest w stanie dość łatwo przenieść zespół z jednego miejsca w drugie. Liga niekiedy używa (w formie „straszaka”) argumentu o możliwości przenosin drużyny do innego miasta, gdy np. negocjuje z władzami danego miasta udział w finansowaniu nowego stadionu dla lokalnego zespołu. Washington Commanders mają największą wartość rynkową wśród wszystkich profesjonalnych zespołów sportowych w Ameryce: około 1,4 miliarda USD.

 
Od sezonu roku 2017 zespoły ligi pogrupowane są następująco:

## Sezon ligowy

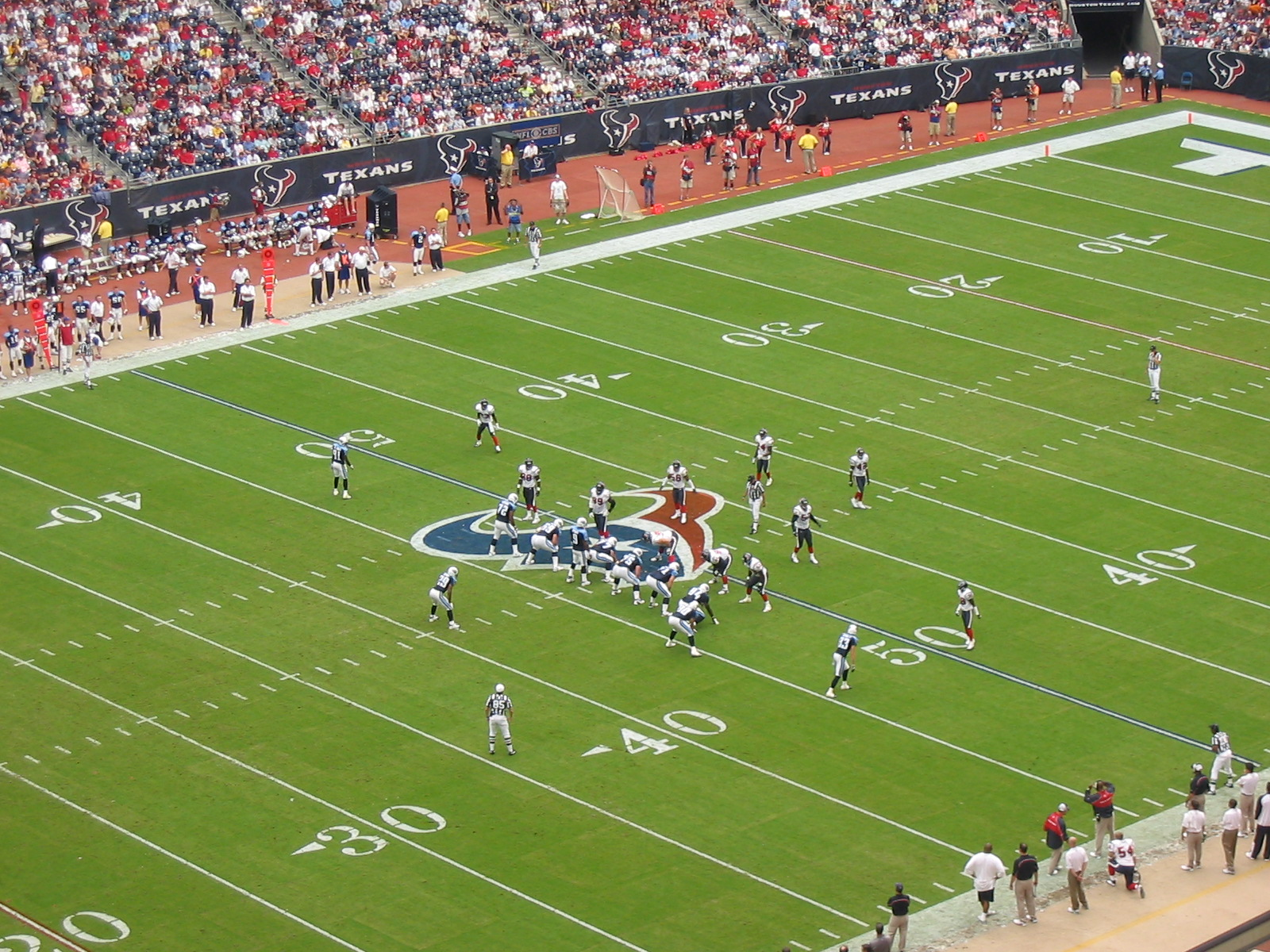
Mecz NFL między zespołami Tennessee Titans oraz Houston Texans, 2005

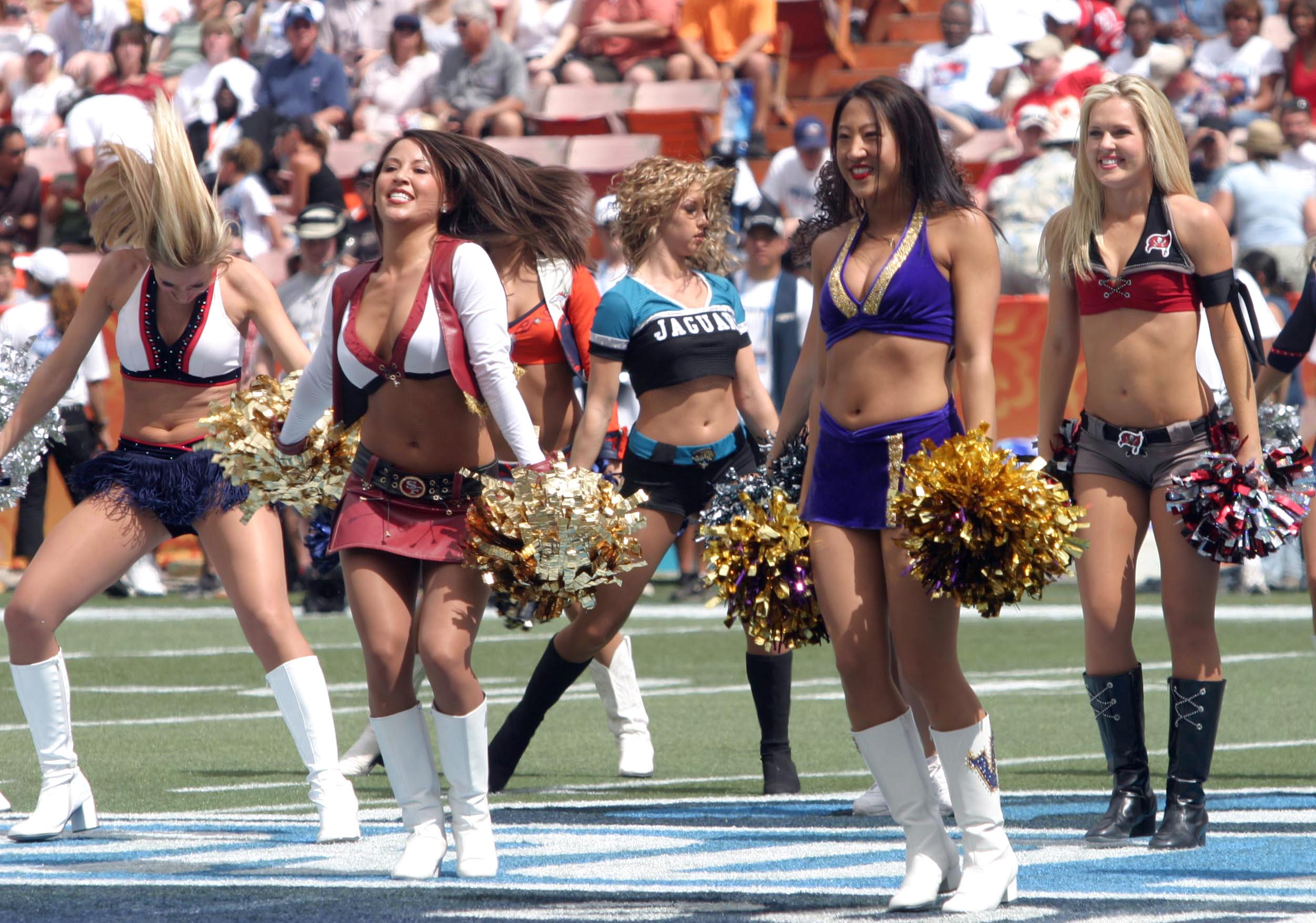
Narodowa Liga Cheerleadek podczas ProBowl, 2006

Rozgrywki ligi NFL składają się z trzech faz:
- fazy 4 meczów sparingowych (exhibition season lub preseason) – od końca lipca do końca sierpnia
- fazy 16 meczów sezonu zasadniczego (regular season) – od września do grudnia
- okresu meczów pucharowych, czyli fazy play-off, do której przystępuje 12 zespołów – rozpoczętej w styczniu następnego roku i kończącej się finałem Super Bowl na początku lutego

### Faza sparingowa
Okres letni, od początku sierpnia do początku września, wykorzystywany jest przez większość drużyn NFL do rozgrywania meczów towarzyskich (exhibition game), które liga zaleca nazywać przedsezonowymi (preseason). Dwa zespoły wybierane są do meczu Pro Football Hall of Fame Game, co sprawia, że liczba meczów przedsezonowych tych drużyn rośnie do pięciu.
Mecze towarzyskie są dobrym sposobem na przygotowanie nowych zawodników zespołu do występów przed wielką liczbą kibiców. Szefostwo klubów często wykorzystuje te mecze do określenia wartości sportowej nowo zatrudnionych graczy. Zawodnicy z dużym stażem zazwyczaj rozgrywają jedną kwartę w każdym meczu, w celu uniknięcia możliwych kontuzji tuż przed sezonem.

### Sezon zasadniczy
Na sezon zasadniczy (regular season) ligi składa się 17 tygodni rozgrywek rozpoczynających się we wrześniu a zakończanych w grudniu. Każdy z 32 zespołów ligi gra po dwa mecze (u siebie i na wyjeździe) z trzema pozostałymi drużynami w swojej dywizji oraz 10 meczów z pozostałymi drużynami NFL, które zostały mu przydzielone przez ligę w poprzednim roku. Dwa z tych dziesięciu spotkań ustala się na podstawie wyniku drużyny w poprzednim sezonie. Pozostałe 8 meczów zespół rozgrywa z drużynami dwóch innych dywizji, jednej z konferencji AFC, a drugiej z konferencji NFC, zmienianych co sezon.
Przykład: W sezonie 2006, każdy z zespołów Dywizji Wschodniej AFC grał z wszystkimi zespołami Dywizji Południowej AFC i Dywizji Północnej NFC.
Ten sposób rozgrywek jest dla wszystkich drużyn jednej dywizji gwarancją gry przeciw wspólnym rywalom z handicapem 2 spotkań przydzielonych na podstawie siły drużyny z poprzedniego sezonu.
Ponieważ sezon trwa o jedną kolejkę dłużej niż wymaga kalendarz spotkań jednego zespołu (16 meczów), każda drużyna ma przyznany jeden tydzień odpoczynku (bye week), w którym nie spotyka się z rywalami. W obu konferencjach ligi rozgrywki prowadzone są w identycznym systemie.

### Faza play-off

Faza play-off ligi NFL: w każdej z konferencji czterech zwycięzców dywizji zostaje sklasyfikowanych na miejscach 1-4 na podstawie stosunku wygranych do przegranych i remisów w sezonie zasadniczym, a następnie dwa zespoły „dzikie karty” klasyfikuje się na miejscach 5-6 według identycznych kryteriów.

Sezon kończy się wyłonieniem 12 drużyn przystępujących do serii meczów, prowadzących do finału ligi, Super Bowl. Do systemu rozgrywek pucharowych wchodzi po 6 zespołów z konferencji AFC i NFC:
- Cztery drużyny, które zdobyły pierwsze miejsca w swoich dywizjach. Mistrzów dywizji klasyfikuje się na miejscach 1-4 na podstawie stosunku wygranych do przegranych i remisów w sezonie zasadniczym.
- Dwie dodatkowe drużyny (tzw. „dzikie karty”), które miały najlepsze stosunki wyników w całej konferencji wyjąwszy mistrzów dywizji. Te zespoły klasyfikuje się na miejscach 5-6.

Zespoły z miejsc 3 i 6 oraz 4 i 5 grają przeciw sobie w pierwszym tygodniu rozgrywek play-off – w fazie dzikich kart. NFL nazywa te mecze „weekendem dzikich kart”. W tym czasie zespoły z miejsc 1 i 2 mają przerwę którą zazwyczaj pożytkują na odpoczynek – niejako w nagrodę za udany sezon zasadniczy – i automatycznie przechodzą do następnej rundy, fazy dywizyjnej. Specyfiką tej rundy jest to, że w danej „gałęzi” rozgrywek drużyna sklasyfikowana najwyżej spotyka się z najniżej klasyfikowaną drużyną awansującą z poprzedniej rundy. Dodatkowo zespół klasyfikowany wyżej przystępuje do pojedynku jako gospodarz, tzn. mecz rozgrywa się na jego stadionie, co może stanowić dużą przewagę nad rywalami.
Dwa zwycięskie zespoły rundy meczów dywizyjnych przechodzą do fazy konferencyjnej, w której walczą o tytuł Mistrza Konferencji. Dwa tygodnie później mistrzowie obu konferencji spotykają się w finale ligi – Super Bowl.

## Zaciąg
Co roku, w kwietniu, liga organizuje spotkanie swoich zespołów z absolwentami lig akademickich, zwane zaciągiem (NFL Draft).
Drużyny wybierają nowych zawodników w kolejności odwrotnej do wyników z poprzedniego sezonu ligi, tzn. zespół najsłabszy wybiera pierwszy, zespół z przedostatniego miejsca w tabeli wybiera drugi itd. Bez względu na wyniki w sezonie zwycięzca Super Bowl zawsze wybiera jako ostatni, zaś wicemistrz ligi – jako 31.
Zaciąg przebiega w siedmiu rundach. Rundy 1-3 odbywają się w sobotę weekendu zaciągowego, zaś rundy 4-7 w niedzielę. Kluby mają ograniczony czas na wybór zawodnika. Jeśli zespół nie podejmie decyzji w wyznaczonym czasie, wyboru może dokonać klub następny w kolejności. Taka sytuacja przydarzyła się drużynie Minnesota Vikings w roku 2003.
Kluby mogą „handlować” z innymi zespołami wymieniając własną możliwość zaciągu na inny zaciąg, zawodnika, pieniądze lub dowolną kombinację tychże. W przeciwieństwie do innych lig zawodowych rzadko wymienia się zawodnika na zawodnika po rozpoczęciu sezonu. Jednak w dniu zaciągu zdarza się to często. W roku 1989 doszło do jednej z najsławniejszych wymian – Dallas Cowboys oddali drużynie Minnesota Vikings znajdującego się w szczycie formy biegacza Herschela Walkera w zamian za pięciu doświadczonych zawodników i sześć kolejek zaciągu przez następne 3 lata. W wyniku tej operacji Cowboys, dokonując w następnych latach kolejnych wymian i zaciągów, zbudowali gwiazdorską drużynę – opartą na takich graczach jak Emmitt Smith, Russell Maryland czy Darren Woodson – z którą trzykrotnie osiągnęli w latach 90. zwycięstwo w Super Bowl.
Zawodnik wybrany jako pierwszy w całym zaciągu jest często uważany za najlepszego w swojej klasie, co niekoniecznie musi być prawdą, gdyż zespoły często wybierają graczy ze względu na określone potrzeby, a nie na ogólną ocenę futbolisty. Trudno także porównywać umiejętności zawodników grających na różnych pozycjach. Wciąż jednak uważa się za duży przywilej bycie wybranym w pierwszej kolejce zaciągu. Zawodnikowi zaciągniętemu jako ostatni z całej puli nadaje się przydomek Mr. Irrelevant (Pan Nieistotny), a na jego cześć – w przewrotny sposób – wystawia się uroczysty obiad.
Zawodnik zaciągnięty może negocjować tylko z drużyną, która go wybrała, lub z zespołem, do którego został „przehandlowany”. Klub ma rok na zawarcie kontraktu z graczem. Jeśli tego nie zrobi, zawodnik może w przystąpić do następnego zaciągu i zostać wybrany przez inną drużynę. W ten sposób rok „na ławce” spędził sławny Bo Jackson.

## Kontrakty i wynagrodzenia zawodników
Wszyscy zawodnicy NFL są członkami związku zawodowego NFLPA. Związek negocjuje wynagrodzenia minimalne obowiązujące w lidze z właścicielami franczyz, czyli z władzami klubów. Wynikiem rozmów jest umowa zwana kontraktem grupowym (ang. Collective Bargaining Agreement, skrót: CBA), która stanowi podstawę do zawierania przez zawodników indywidualnych kontraktów z klubami. Obecny kontrakt grupowy jest wiążący od roku 1993, z poprawkami z lat 1998 i 2006. W NFL nie było przerw związanych ze strajkami zawodników od roku 1987, w przeciwieństwie do innych głównych lig amerykańskich: MLB, NBA czy NHL.
Gracze NFL plasują się na trzech poziomach praw do negocjowania swoich kontraktów:
- Zawodnicy z zaciągu, którzy jeszcze nie występowali podczas swojego pierwszego roku w lidze, mogą negocjować tylko z własnym klubem[11]. Jeśli strony nie mogą się porozumieć, zawodnik może tylko uciec się do odmówienia gry (tzw. sit-out) do czasu zawarcia umowy.
Przykłady: John Elway został w roku 1983 zaciągnięty do Baltimore Colts, ale odmówił gry w tym zespole. Colts odsprzedali go do Denver Broncos, gdzie spędził swoją całą karierę[12]. Z kolei Bo Jackson „przesiedział” cały sezon 1986 w Tampa Bay Buccaneers. W następnym roku ponownie przystąpił do zaciągu i trafił do Las Vegas Raiders, z którymi podpisał kontrakt[10].
- Zawodnicy ze stażem 3-5 sezonów w lidze, którym kontrakt wygasł, nazywani są ograniczonymi wolnymi agentami (Restricted Free Agents). Mają narzucony limit praw w negocjacjach, ale mogą rozmawiać z każdym klubem[11].
- Zawodnicy ze stażem powyżej 5 sezonów w lidze, którym kontrakt wygasł, nazywani są nieograniczonymi wolnymi agentami (Unrestricted Free Agents) i mają pełne prawa do negocjowania z dowolnym klubem[11].

Co pewien określony sezon klub może nazwać jednego ze swoich graczy zawodnikiem franczyzowym (Franchise Player), co znacząco ogranicza jego prawa do negocjacji.
Kontrakt grupowy reguluje m.in. kwestie:
- płacy minimalnej w lidze,
- puli wynagrodzeń w klubach,
- corocznych zaciągów graczy uczelnianych,
- praw „wolnych agentów”,
- zasady zwolnień.

### Wynagrodzenia
| Lata w lidze | Roczna płaca minimalna |
| ------------ | ---------------------- |
| 0            | 260 000 USD            |
| 1            | 305 000 USD            |
| 2            | 380 000 USD            |
| 3            | 455 000 USD            |
| 4–6          | 540 000 USD            |
| 7–9          | 665 000 USD            |
| powyżej 10   | 765 000 USD            |

Kontrakt grupowy stanowi, że wynagrodzenie gracza zawiera „uposażenie w pieniądzach, przedmiotach, inwestycjach, pożyczkach i innych walorach, które można przekazać zawodnikowi NFL” z wyjątkiem ubezpieczeń i emerytur. Na wynagrodzenie może składać się pensja i premia zaciągowa (signing bonus), którą wypłaca się po zawarciu kontraktu indywidualnego. W celu zracjonalizowania puli nakładów pieniężnych w klubach, koszt wypłaty premii zaciągowej klub rozciąga na cały okres kontraktu.
W przeciwieństwie do premii zaciągowej, wynagrodzenia wynikające z kontraktów zawodniczych nie są gwarantowane. Klub jest zobligowany do wypłacania uposażeń tak długo, jak zawodnik pozostaje członkiem drużyny. Po zerwaniu kontraktu – czy to przez zawodnika, czy przez klub – pozostała kwota nie jest graczowi wypłacana.
Kontrakt grupowy ustanawia m.in. kwoty płac minimalnych dla zawodników ligi, które wzrastają progresywnie wraz z latami pracy w lidze. Futboliści oraz ich menedżerowie mogą negocjować z klubami wyższe płace. W sezonie roku 2005 najwyżej opłacanym zawodnikiem był rozgrywający drużyny Atlanta Falcons, Michael Vick, na którego pierwotnie przeznaczono pulę nakładów wysokości niemal 8 milionów USD. Vickowi udało się wynegocjować 10-letni kontrakt na kwotę 130 milionów USD, co dawało 13 milionów dolarów rocznie, włączając „premię zaciągową” i pensję.

### Pula nakładów
Pulą nakładów (salary cap) określa się najwyższą kwotę, którą zespół może przeznaczyć na uposażenia swoich zawodników. Kwoty wydatków określonych pulą nakładów klub nie może przekroczyć pod żadnym pozorem. Tym NFL różni się od innych lig zawodowych, takich jak NBA, która zezwala na pewne odstępstwa, czy MLB, w której na wysokość puli mają wpływ „podatki od luksusu”.
Wysokość puli nakładów w całej NFL określa formuła zdefiniowana przez kontrakt grupowy: jest to określony procent całości przychodów ligi zakładanych na przyszły rok. Ta kwota, po podzieleniu przez liczbę klubów, określa pulę nakładów na jeden zespół. W roku 2006 jej wartość wyniosła 102 miliony USD na drużynę. W roku 2007 przewidziano wzrost puli zespołu do 109 milionów dolarów.
Zawodnicy i ich menedżerowie często uciekają się do pomysłowych sztuczek, by zmieścić wynagrodzenia w ograniczonej puli klubu. Wcześniej – w czasach gdy premia zaciągowa była wypłacana „z góry”, nie wliczano jej do puli. Później wprowadzono zapis według którego premię zaczęto księgować jako rozłożoną równomiernie na wszystkie lata kontraktu i wliczać ją do puli nakładów. Dlatego np. 5-letni kontrakt ustalający wysokość premii zaciągowej na 10 milionów dolarów sprawiał, że co roku 2 miliony dolarów premii pomniejszały pulę nakładów przeznaczoną na zawodnika, choćby sama premia wypłacona była w całości w pierwszym roku kontraktu. Gdy klub decyduje się na rozwiązanie kontraktu z zawodnikiem, pozostała (księgowa) część jego premii zaciągowej pomniejsza pulę nakładów klubu w nadchodzącym sezonie. Z kolei pozostała część pensji zawodnika zostaje anulowana i nie wlicza się do puli klubu.
Kontrakty zawodnicze najczęściej budowane są tak, że wysokość pensji nie jest równo rozłożona na wszystkie lata umowy, ale rośnie od wartości minimalnej w pierwszym roku do wysokich kwot w roku ostatnim. Jeśli zatem umowa opiewa np. na 10 milionów dolarów pensji (nie wliczając premii zaciągowej), zawodnikowi w pierwszym roku kontraktu zostanie wypłacony 1 milion, w drugim – 2 miliony, w trzecim – 3 miliony, a w czwartym – 4 miliony dolarów. Jeżeli klub zdecyduje się na rozwiązanie umowy np. po pierwszym roku kontraktu, 9 milionów wynagrodzenia (2+3+4) nie zostanie wypłacone i – co ważniejsze dla właścicieli drużyny – nie obciąży puli nakładów klubu w następnych latach. Jednakże wartość księgowa premii zaciągowej przypadająca na lata, których zwolniony zawodnik już nie spędzi w drużynie, pomniejszają pulę klubu w sezonie następującym po rozwiązaniu umowy.

### Wolni agenci
Kontrakt grupowy określa, że wolny agent to zawodnik, który nie jest objęty kontraktem z żadnym klubem, przez co może negocjować z dowolną drużyną warunki nowego kontraktu.
Takich zawodników rozróżnia się ponadto według dwóch kategorii – ograniczonych wolnych agentów i nieograniczonych wolnych agentów – ze względu na swobodę negocjacji. Dodatkowo kluby mogą nałożyć na niektórych wolnych agentów znak franczyzowy (franchise tag) lub przejściowy (transition tag), co nakłada na nich dodatkowe ograniczenia negocjacyjne.

#### Ograniczony wolny agent
Zawodnik z bagażem 3-5 sezonów w lidze, po wygaśnięciu kontraktu, może stać się ograniczonym wolnym agentem i może starać się zawrzeć z dowolnym klubem następną umowę, która jednak może zostać zablokowana przez jego klub macierzysty.
Dotychczasowemu klubowi ograniczonego wolnego agenta przysługuje prawo do przebicia oferty (first refusal right) oraz dodatkowe rekompensaty ze strony klubu, z którym wolny agent chce podpisać nowy kontrakt. Czym dłuższy jest staż zawodnika w lidze i czym wyższa jest kwota nowego kontraktu, tym większa staje się rekompensata – klub macierzysty może otrzymać od nowego klubu możliwość wyboru w pierwszych rundach zaciągu.

#### Nieograniczony wolny agent
Zawodnik po 5 sezonach w lidze, w momencie wygaśnięcia kontraktu, staje się nieograniczonym wolnym agentem i może zawrzeć następną umowę z dowolnym klubem, który nie musi tej zmiany rekompensować jego klubowi macierzystemu.

#### Zawodnicy franczyzowi i przejściowi
Kluby mają możliwość zmniejszania możliwości negocjacyjnych zawodników o statusie nieograniczonego wolnego agenta. Przez nałożenie na takiego gracza znaku franczyzowego (franchise tag), klub zobowiązuje się do jednorocznego kontraktu opiewającego na kwotę średniej z 5 najwyższych zarobków graczy na tej samej pozycji (lub 120% jego zarobków z poprzedniego roku – którakolwiek suma jest wyższa). Drużyna w lidze NFL może nałożyć znak franczyzowy tylko na jednego zawodnika w sezonie, choć może go nakładać na tego samego gracza przez kolejne lata. Zawodnik „oznakowany” może negocjować z innymi klubami, jednak klub macierzysty ma prawo do dużej rekompensaty od nowego klubu – aż dwóch kolejek nowego zaciągu.
Nałożenie przez klub znaku przejściowego (transition tag) na zawodnika o statusie nieograniczonego wolnego agenta, zamienia go w agenta o statusie ograniczonym ze zobowiązaniem klubu macierzystego do jednorocznego kontraktu opiewającego na kwotę średniej z 10 najwyższych zarobków graczy na tej samej pozycji.
Pensje zawodników „oznakowanych” – w przeciwieństwie do zwykłych pensji wynikających z kontraktów – są gwarantowane, tzn. muszą być w całości wypłacone nawet w przypadku rozwiązania umowy.

## Polityka antydopingowa
Polityka antydopingowa ligi NFL znalazła swoich zwolenników i przeciwników. Faktem pozostaje to, że jest najstarszym zbiorem zasad tego typu w sporcie zawodowym (przyjęta w 1987). Od roku 1989 przepisy ligi zawieszają zawodników bez prawa do wynagrodzeń w momencie uzyskania pozytywnych wyników testów dopingowych: na 4 mecze po pierwszym przewinieniu (co stanowi 1/4 sezonu zasadniczego), na 8 meczów po drugim przewinieniu i na 12 meczów po trzecim przewinieniu. Do zawieszonych gier zalicza się mecze w sezonie, jak i w fazie play-off. W porównaniu do lig MLB i NHL, gdzie dyskwalifikuje się zawodników po trzecim przewinieniu, przepisy NFL są najłagodniejsze.
Jako że NFL rozpoczęła serię losowych, całorocznych testów na obecność substancji dopingowych i polepszających wydajność znacznie wcześniej niż inne ligi, na zabronionych praktykach przyłapano więcej zawodników niż w innych sportach. Do kwietnia 2005 testy dały wynik pozytywny w przypadku 111 zawodników NFL, z czego zawieszono 54.

## Numery zawodników
W lidze NFL, zawodnikom przydziela się numery w zależności od pozycji w drużynie, którą zajmują. Obecny system wprowadzono w roku 1973 w celu ułatwienia sędziom i widzom identyfikacji formacji znajdujących się na boisku. Zawodnikom grającym w lidze w momencie uregulowania przepisu pozwolono na pozostanie przy dawnych numerach, jednak od tego czasu zawodnikom dołączającym przypisywane są następujące zakresy numerów, oparte na ich pozycjach podstawowych:
- rozgrywający, kopacze i punterzy: 1-19
- skrzydłowi: 10–19, 80–89
- biegacze i tylni obrońcy: 20–49
- zawodnicy linii ataku: 50–79
- wspomagający: 50–59, 90–99
- zawodnicy linii obrony: 60–79, 90–99
- końcowi: 80–89 lub 40–49 w razie potrzeby

Do roku 2004 skrzydłowi mogli nosić tylko numery z zakresu 80-89. Liga poszerzyła ten zakres do numerów 10-19, aby pomóc klubom w zwiększeniu liczby skrzydłowych i końcowych wystawianych do rozgrywek. Przed tą zmianą zawodnik mógł jednakże dostać numer z zakresu nieodpowiadającego jego pozycji, jeżeli w drużynie zabrakło wolnych numerów w jego formacji. Najbardziej znanym przypadkiem był Keyshawn Johnson, skrzydłowy New York Jets, któremu przydzielono numer 19.
Niekiedy zawodnicy proszą ligę o zezwolenie na noszenie numerów spoza puli odpowiedniej dla ich pozycji. W roku 2006 Reggie Bush, biegacz New Orleans Saints, poprosił NFL o zezwolenie na zatrzymanie numeru 5, który nosił na koszulce drużyny University of Southern California. Liga jednakże odmówiła.
Należy zauważyć, że system numerowania koszulek zawodników ligi opiera się na podstawowej pozycji zawodnika. Każdy gracz z dowolnym numerem może grać na dowolnej pozycji w dowolnej chwili – z wyjątkiem zawodników z numerami w zakresie 50-79 (linia ataku), którzy muszą o tym poinformować sędziów spotkania. Nierzadko szybcy biegacze ustawiają się na pozycjach skrzydłowych, a masywni liniowi ataku wykorzystywani są jako biegacze lub końcowi w wypadku krótkich, siłowych gier dołem.
Dodatkowo, w fazie sparingowej sezonu, gdy kluby poszerzają składy drużyn, zawodnicy mogą nosić numery z dowolnych zakresów. Tuż przed rozpoczęciem sezonu zasadniczego, gdy 53-osobowy skład zespołu zostaje ukształtowany, numery zawodników muszą zostać uporządkowane według odpowiednich zakresów.

## NFL w mediach i rozrywce

### Telewizja
Prawo do transmisji rozgrywek NFL są najdroższym i najkorzystniejszym finansowo kontraktem nie tylko wśród wszystkich amerykańskich dyscyplin sportowych, ale w całym przemyśle rozrywkowym Ameryki. Mimo podziału rynku telewizyjnego pomiędzy stacje specjalizujące się w konkretnych, coraz węższych formatach mediowych, sport w mediach zawsze gwarantuje ogromną i zróżnicowaną widownię. Co więcej, widownię chętną na oglądanie programu na żywo.
Super Bowl co roku plasuje się w czołówce wydarzeń telewizyjnych. Finały ligi zajmują 4 z 10 miejsc rankingu oglądalności Nielsen Media Research. Nadawcy telewizyjni – zarówno stacje publiczne, jak i nadające w sieciach kablowych – wykupują prawa do transmisji gier NFL w celu podniesienia swojej całkowitej oglądalności. Sama liga emituje własny program w sieciach kablowych – NFL Network.

### Radio
Każdy zespół z ligi ma swoją stację radiową. NFL także prowadzi swój program. Audycje dedykowane futbolowi nadawane są na falach radia satelitarnego.

### Gry komputerowe
Firma Electronic Arts wydaje grę komputerową Madden NFL, nazwaną imieniem byłego trenera a obecnie komentatora sportowego, Johna Maddena. Przed rokiem 2005 na rynku pojawiały się też inne produkcje, jednakże w grudniu 2004 r. Electronic Arts podpisała z NFL 5-letnią umowę na wyłączność na gry przedstawiające zawodników i zespoły ligi.

## Polacy w Lidze
Pierwszym Polakiem w lidze był Alexander Frank Gorgal, urodzony 16 stycznia 1900 roku w Polsce. W sezonie 1923 grał na pozycji Wingback w drużynie NFL, Rock Island Independents. W latach trzydziestych w Brooklyn Dodgers grał Jack Grossman. W 1937 roku został wybrany w drafcie przez Pittsburgh Pirates, Stanisław Newerdoski, jednak nie rozegrał żadnego meczu w sezonie regularnym.
W 1966 roku został wybrany w drafcie przez Baltimore Colts, Stanisław Maliszewski, jednak również nie rozegrał żadnego meczu w sezonie regularnym. W latach siedemdziesiątych na pozycji kopacza grali Czesław Marcol i Ryszard Szaro. W latach dziewięćdziesiątych na pozycji defensive tackle grał Zbigniew Maniecki.
W latach 2000–2018 w drużynie Oakland Raiders na pozycji kopacza grał urodzony w Wałbrzychu Sebastian Janikowski. Zawodnikiem Baltimore Ravens (w 2008 roku) i Pittsburgh Steelers (lata 2009 i 2010) był urodzony w Oleśnicy kicker Piotr Czech, ale jego pobyt w tych klubach ograniczył się tylko do treningów i meczów przedsezonowych. W 2015 roku Babatunde Aiyegbusi, jako pierwszy Polak trafił z PLFA do NFL, do drużyny Minnesota Vikings. W barwach Vikings rozegrał 3 mecze przedsezonowe. 5 września 2015 roku klub ogłosił rozwiązanie umowy z zawodnikiem.

## Nagrody
- Vince Lombardi Trophy – puchar dla zwycięzcy Super Bowl
- Lamar Hunt Trophy – puchar dla mistrza Konferencji AFC
- George S. Halas Trophy – puchar dla mistrza Konferencji NFC
- NFL Most Valuable Player Award – nagroda dla najlepszego zawodnika Ligi
- NFL Coach of the Year Award – nagroda dla najlepszego trenera Ligi
- NFL Offensive Player of the Year Award – nagroda dla najlepszego zawodnika ataku w Lidze
- NFL Defensive Player of the Year Award – nagroda dla najlepszego zawodnika obrony w Lidze
- NFL Offensive Rookie of the Year Award – nagroda dla najlepszego zawodnika ataku debiutującego w Lidze
- NFL Defensive Rookie of the Year Award – nagroda dla najlepszego zawodnika obrony debiutującego w Lidze
- Super Bowl MVP – nagroda dla najlepszego zawodnika finałów Super Bowl
- NFL Comeback Player of the Year Award – nagroda dla najlepszego zawodnika Ligi, po nieudanym lub kontuzjogennym sezonie poprzednim
- Walter Payton Man of the Year Award – nagroda dla zawodnika za działalność charytatywną poza Ligą
- Pro Bowl MVP – nagroda dla najlepszego zawodnika meczu Pro Bowl

### Nagrody historyczne
- AFL All-Star Game MVP
- UPI NFL MVP
- UPI NFC Player of the Year
- UPI AFL-AFC Player of the Year
- UPI NFL-NFC Rookie of the Year
- UPI AFL-AFC Rookie of the Year

## Historia
Podobnie jak futbol akademicki, z którego się wywodzi, futbol zawodowy wyewoluował z rugby, które przybyło do Stanów Zjednoczonych przez Kanadę w roku 1874. W tym roku studenci uniwersytetu Harvard, grający w grę zwaną Boston game, rozegrali dwa mecze przeciwko studentom kanadyjskiego Uniwersytetu McGilla, grającym w rugby. Pierwszy mecz, w którym zwyciężyli Amerykanie 3-0, rozegrano okrągłą piłką na zasadach „Boston game”. Drugi mecz, zakończony bezpunktowym remisem, rozegrano owalną piłką na zasadach rugby. Większość zasad z rugby zostało przejętych przez studentów z Harvardu, którzy zaczęli je popularyzować wśród innych uniwersytetów grających do tamtej pory w piłkę nożną. Z czasem zaczęto modyfikować zasady rugby, dzięki czemu powstał futbol amerykański, zdobywający z każdym rokiem coraz większą popularność wśród akademickich środowisk sportowych.

### Lata 1892–1920
Powstanie zawodowego futbolu w Stanów Zjednoczonych datuje się na 1892 r., gdy pewien klub sportowy zapłacił Williamowi „Pudge” Heffelfingerowi 500 dolarów (bardzo wysoka kwota w tamtych czasach) za wzięcie udziału w meczu. Tamto spotkanie uznaje się za pierwszy występ zawodowy w futbolu amerykańskim. Choć przez kilkadziesiąt następnych lat rozgrywki uczelniane drużyn ze Wschodniego Wybrzeża skupiały większą uwagę kibiców, futbol zawodowy zaczął zyskiwać ogromną popularność w stanach Środkowego Zachodu, w szczególności w Ohio, gdzie np. w 1903 r. amatorski zespół Massillon Tigers zatrudnił czterech graczy zawodowych z Pittsburgha do rozegrania meczu kończącego sezon.
W 1920 r. utworzono zawodową ligę American Professional Football Association. Siedzibą APFA był salon samochodowy w Canton, w stanie Ohio, a pierwszym prezydentem (prezesem) ligi wybrano legendarnego zawodnika Jima Thorpe’a. Grupa jedenastu stowarzyszonych klubów, z których wszystkie oprócz jednego miały siedziby na Środkowym Zachodzie kraju, z początku mniej przypominała prawdziwą ligę a bardziej była układem partnerów przystających do umowy o wzajemnym niezabieraniu sobie zawodników. W pierwszych latach ligi, jej członkowie rozgrywali mecze z zespołami nie należącymi do APFA.

### Lata 1920–1950
Od 1921 r. APFA zaczęła działać jak regularna liga, prowadząc oficjalne statystyki. Rok później zmieniono jej nazwę na National Football League, choć wciąż trudno było określić ją jako zawodową ligę o zasięgu krajowym. Różnorakie zespoły często dołączały i równie regularnie odchodziły.
Stopniowo jednak rozgrywki futbolu zawodowego zyskiwały na popularności, a kluby coraz częściej sięgały po takie byłe gwiazdy drużyn akademickich, jak Red Grange czy Benny Friedman. Do 1934 r. wszystkie małomiasteczkowe kluby ligi, z wyjątkiem Green Bay Packers, przeniosły swoje siedziby lub zostały zastąpione przez drużyny z wielkich miast. Dodatkowe zainteresowanie ze strony kibiców wzbudzał mecz o mistrzostwo ligi, rozgrywany corocznie od sezonu 1933.
W okresie II wojny światowej mecze futbolu zawodowego zaczęły rywalizować z rozgrywkami uczelnianymi i wabić nowych kibiców. Upowszechnienie formacji T w taktyce futbolowej poskutkowało szybszymi zagraniami, prowadzącymi do wyższych wyników, co z kolei przyciągnęło rekordową liczbę widzów. W roku 1945 zespół Cleveland Rams przeniósł się do Los Angeles, stając się pierwszym dużym zawodowym klubem sportowym na Zachodnim Wybrzeżu. Pięć lat później do ligi trafiły trzy zespoły ze świeżo rozwiązanej All-America Football Conference, zwiększając liczbę drużyn NFL do trzynastu.

### Lata 1950–1970
Od lat 50. nikt już nie podważał pozycji futbolu zawodowego. Rozgrywki NFL zagarnęły czas antenowy. Gwiazdami przekazów telewizyjnych stali się zawodnicy ligi, tacy jak Bobby Layne, Paul Hornung, Otto Graham czy Johnny Unitas. Mecz o mistrzostwo NFL w 1958 r. przyciągnął rekordową liczbę telewidzów, kreując Unitasa i jego kolegów z Baltimore Colts na nowe narodowe sławy. Wzrost popularności rozgrywek profesjonalnych był tak silny, że w połowie lat 60. futbol prześcignął baseball w niektórych rankingach ulubionych sportów widowiskowych Amerykanów.
Gdy pod koniec lat 50. NFL odmówiła prośbie promotora sportowego i wizjonera, Lamara Hunta, o pozwolenie na zakup istniejącej lub wprowadzenie nowej franczyzy do ligi, Hunt zawiązał w roku 1960 konkurencyjną American Football League (AFL). Udało mu się zjednać siedmiu innych przedsiębiorców do zaangażowania się w nowe przedsięwzięcie. Grupę tych ośmiu założycieli ligi nazywano „Klubem Durniów” („Foolish Club”), ponieważ właściciele klubów AFL byli mniej stabilni finansowo od rywali z NFL, co w powszechnym mniemaniu skazywało ich na porażkę podobną do upadku AAFC.
Liga AFL wprowadziła do dyscypliny kilka nowinek nieobecnych w NFL, takich jak nowa taktyka otwartych gier ofensywnych górą, nazwiska zawodników wypisane na koszulkach czy oficjalny zegar czasu gry widziany przez widownię (w NFL czas mierzony był według zegarków sędziów i oznajmiany przez nich w pewnych odstępach). Nowej lidze udało się także zyskać stabilność finansową po tym, gdy ustalono równy podział zysków z przychodów za bilety i przekazy mediowe pomiędzy wszystkie zespoły oraz zawarto umowy telewizyjne na wszystkie mecze w AFL.
Pojawienie się AFL stało się bodźcem do rozwoju NFL: w Teksasie powstała drużyna Dallas Cowboys, aby zdystansować popularność zespołu Hunta – Dallas Texans, który przeniósłszy się w roku 1963 do Kansas City zmienił nazwę na Chiefs; NFL skusiła Maksa Wintera pozwoleniem na założenie klubu Minnesota Vikings w zamian za odejśce z AFL; nowo powstała drużyna Atlanta Falcons została własnością Rankina Smitha, którego NFL udało się skłonić do porzucenia pomysłu wystawienia zespołu Miami Dolphins w ramach AFL.
Między NFL i AFL rozpoczęła się wojna o zawodników, doprowadzająca niemal do upadku obu lig. Dlatego w 1966 r. obie organizacje postanowiły połączyć się przed sezonem roku 1970. Dziesięć drużyn AFL oraz trzy drużyny NFL weszły w skład konferencji AFC, zaś pozostałe trzynaście zespołów NFL uformowało konferencję NFC w ramach nowej ligi NFL. Dodatkowo, od 1966 r., pomiędzy obiema – już współpracującymi ze sobą – organizacjami rozgrywano Finał o Mistrzostwo Świata AFL-NFL (AFL-NFL Championship), który przed połączeniem lig wyłaniał tzw. Mistrza Świata Futbolu Zawodowego (World Championship of Professional Football). Po 1970 r. finał stał się meczem o mistrzostwo NFL i przemianowany został na Super Bowl.

### Od roku 1970
W latach 70. i 80. liga utwierdziła swoją wiodącą rolę w sportach widowiskowych Ameryki i stała się ważną częścią amerykańskiej kultury masowej. Dzień rozgrywania Super Bowl stał się nieoficjalnym świętem a sam mecz jednym z najchętniej oglądanych przekazów telewizyjnych w całym roku. Monday Night Football, po raz pierwszy nadany w 1970 r., od razu stał się jednym z najlepiej ocenianych programów łączących sport i rozrywkę. W przepisach ligowych wprowadzono zmiany skutkujące jeszcze szybszymi akcjami, przyciągającymi uwagę nowych widzów.
Pojawienie się United States Football League na początku lat 80. było największym wyzwaniem dla ligi po połączeniu z AFL. Nowa liga była dobrze opłaconą konkurencją ze znanymi zawodnikami i kontraktem telewizyjnym ze stacjami krajowymi. Jednakże po trzech latach działalności USFL rozwiązano ze względu na poziom przychodów finansowych.
W ostatnim czasie NFL zaangażowała się nowe przedsięwzięcia i weszła na nowe rynki. W 1986 r. liga rozpoczęła serię przedsezonowych meczów pokazowych nazywanych American Bowl, które rozgrywa się poza Stanami Zjednoczonymi. W 1991 r. pod auspicjami ligi powstała World League of American Football (zwana NFL Europa), z drużynami z siedzibami w Niemczech i Holandii. W 2005 r. rozegrano pilotowy mecz sezonu regularnego w stolicy Meksyku. Liga utworzyła w 2003 r. własną stację telewizji kablowej – NFL Network.

### Czarnoskórzy

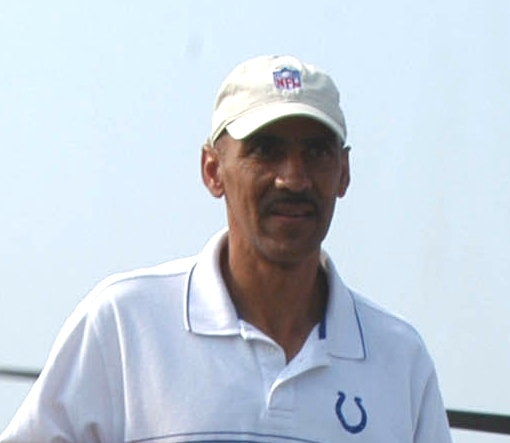
Tony Dungy – pierwszy czarnoskóry trener, który zdobył Mistrzostwo Ligi prowadząc Indianapolis Colts do zwycięstwa w Super Bowl XLI

W czasach American Professional Football Association oraz w początkach NFL kilku zawodników czarnoskórych grało w lidze, a nawet uważanych było za klubowe gwiazdy. Jednak, gdy w roku 1932 znany ze swoich rasistowskich poglądów George Preston Marshall wprowadził do ligi swój zespół Boston Braves (który po latach stał się Washington Football Team), Afroamerykanie szybko zniknęli ze składów drużyn. Dopiero w połowie lat 40., idąc śladem ligi AAFC, niektóre z klubów NFL zaczęły zatrudniać czarnoskórych, choć aż do roku 1949 nie uwzględniano ich w zaciągach absolwentów uniwersytetów. W tym roku do ligi wybrano pięciu Afroamerykanów, a pierwszym z nich, który zaczął regularnie grać w sezonie, był Wally Triplett, biegacz z Pennsylvania State University, występujący później w drużynach Detroit Lions i Chicago Bears.
W tamtych czasach zawodnicy czarnoskórzy, którym udało się stać członkami drużyn, stawali się obiektami niepisanych, ale przestrzeganych „limitów” na liczbę Afroamerykanów w zespole oraz na pozycjach, na których mogli występować. Nie było wtedy w NFL czarnoskórych rozgrywających, środkowych linii ataku ani środkowych wspomagających. Liga tradycyjnie ignorowała podczas zaciągów środowiska małych, „czarnych” college’ów.
Z kolei AFL chętnie zaciągała obiecujących zawodników z uczelni dla ciemnoskórych i obsadzała ich na pozycjach „zabronionych” w NFL. I tak w roku 1963 zespół ligi, Kansas City Chiefs, został pierwszą drużyną w historii futbolu zawodowego, która w pierwszej turze zaciągu sięgnęła po zawodnika z małej uczelni dla ciemnoskórych – liniowego obrony Bucka Buchanana (z college’u Grambling State), który wcześniej nie został wybrany przez kilkanaście tur zaciągu w NFL. W roku 1990 Buchanan trafił do Galerii Gwiazd Futbolu Zawodowego. Ten wybór uruchomił lawinę wybitnych czarnoskórych zawodników starających się o zaciąg do AFL, w której mieli zdecydowanie większe szanse na grę w porównaniu z konkurencyjnymi ligami. Chiefs zatrudnili także Willie Laniera (także wybrany do Galerii Gwiazd), który został pierwszym czarnoskórym środkowym wspomagającym. Z kolei Marlin Briscoe, grający w innej drużynie AFL – Denver Broncos, był pierwszym Afroamerykaninem na pozycji rozgrywającego z pierwszego składu.
W ten sposób AFL stała się pionierem zmian stosunku ligi NFL do czarnoskórych sportowców. Zaowocowało to udziałem Afroamerykanów w aktywności klubów nie tylko w charakterze zawodników, ale także asystentów trenerskich, a ostatecznie – trenerów drużyn. W roku 2007 Tony Dungy, trener Indianapolis Colts, został pierwszym czarnoskórym, który doprowadził swoją drużynę do zwycięstwa w Super Bowl.

### Przenosiny i połączenia klubów
Na początku swojej działalności NFL była niestabilna a zespoły wielokroć zmieniały swoje siedziby. Do połączeń drużyn dochodziło często podczas II wojny światowej, gdy kluby opuszczali zawodnicy wcielani do wojska.
Przenosiny zespołów zaczęły wzbudzać o wiele więcej kontrowersji u schyłku XX wieku, gdy liga pozwoliła wielu swoim członkom na porzucenie wieloletnich siedzib na rzecz nowych, atrakcyjnych marketingowo lokalizacji. Mimo że właściciele klubów niezmiennie argumentowali swoje ruchy kłopotami pieniężnymi, rósł niesmak fanów uważających ligę za stabilną finansowo. Duże miasta traciły swoje drużyny: z Cleveland uciekli Rams, z Baltimore – Colts, z Houston – Oilers, a z Saint Louis – Cardinals. Jednak po latach miastom udało się zaprosić nowe franczyzy – odpowiednio: Browns, Ravens, Texans i Rams.
Dodatkowo, wraz z rozkwitem przedmieść wielkich miast amerykańskich, w latach 70. XX wieku narodził się trend do budowy nowych stadionów i siedzib klubowych poza metropolią centralną regionu. Od przełomu wieku zauważa się jednak tendencję powrotu obiektów sportowych do dużych miast.

### Zwycięzcy Mistrzostw Ligi i Super Bowl
| Zespół                        | Mistrzostwa Ligi | Rok zdobycia Mistrzostwa Ligi                                                     | Mistrzostwa Świata(5) | Rok zdobycia Mistrzostwa Świata(5) |
| Green Bay Packers             | 13               | NFL: 1929, 1930, 1931, 1936, 1939, 1944, 1961, 1962, 1965, 1966, 1967, 1996, 2010 | 2                     | 1966, 1967                         |
| Chicago Bears                 | 9                | NFL: 1921, 1932, 1933, 1940, 1941, 1943, 1946, 1963, 1985                         |                       |                                    |
| New York Giants               | 8                | NFL: 1927, 1934, 1938, 1956, 1987, 1991, 2008, 2011                               |                       |                                    |
| Cleveland Browns              | 8                | AAFC: 1946, 1947, 1948, 1949 NFL: 1950, 1954, 1955, 1964                          |                       |                                    |
| Kansas City Chiefs(3)         | 6                | AFL: 1962, 1966, 1969(3), 2019, 2022, 2023                                        | 1                     | 1969                               |
| Pittsburgh Steelers           | 6                | NFL: 1974, 1975, 1978, 1979, 2005, 2008                                           |                       |                                    |
| New England Patriots          | 6                | NFL: 2001, 2003, 2004, 2014, 2016, 2018                                           |                       |                                    |
| Washington Football Team      | 5                | NFL: 1937, 1942, 1982, 1987, 1991                                                 |                       |                                    |
| Indianapolis Colts            | 5                | NFL: 1958, 1959, 1968, 1970, 2006                                                 |                       |                                    |
| Dallas Cowboys                | 5                | NFL: 1971, 1977, 1992, 1993, 1995                                                 |                       |                                    |
| San Francisco 49ers           | 5                | NFL: 1981, 1984, 1988, 1989, 1994                                                 |                       |                                    |
| Detroit Lions                 | 4                | NFL: 1935, 1952, 1953, 1957                                                       |                       |                                    |
| Los Angeles Rams              | 4                | NFL: 1945, 1951, 1999, 2021                                                       |                       |                                    |
| Philadelphia Eagles(1)        | 4                | NFL: 1948, 1949, 1960, 2017                                                       |                       |                                    |
| Oakland Raiders               | 4                | AFL: 1967 NFL: 1976, 1980, 1983                                                   |                       |                                    |
| Denver Broncos                | 3                | NFL: 1997, 1998, 2015                                                             |                       |                                    |
| # Canton Bulldogs(4)          | 2                | NFL: 1922, 1923                                                                   |                       |                                    |
| Arizona Cardinals(2)          | 2                | NFL: 1925(2), 1947                                                                |                       |                                    |
| Tennessee Titans              | 2                | AFL: 1960, 1961                                                                   |                       |                                    |
| Buffalo Bills                 | 2                | AFL: 1964, 1965                                                                   |                       |                                    |
| Miami Dolphins                | 2                | NFL: 1972, 1973                                                                   |                       |                                    |
| Baltimore Ravens              | 2                | NFL: 2000, 2012                                                                   |                       |                                    |
| Tampa Bay Buccaneers          | 2                | NFL: 2002, 2020                                                                   |                       |                                    |
| # Akron Pros                  | 1                | NFL: 1920                                                                         |                       |                                    |
| # Cleveland Bulldogs(4)       | 1                | NFL: 1924                                                                         |                       |                                    |
| # Frankford Yellow Jackets(1) | 1                | NFL: 1926                                                                         |                       |                                    |
| # Providence Steam Roller     | 1                | NFL: 1928                                                                         |                       |                                    |
| Los Angeles Chargers          | 1                | AFL: 1963                                                                         |                       |                                    |
| New York Jets(3)              | 1                | AFL: 1968(3)                                                                      | 1                     | 1968                               |
| Minnesota Vikings             | 1                | NFL: 1969                                                                         |                       |                                    |
| New Orleans Saints            | 1                | NFL: 2009                                                                         |                       |                                    |
| Seattle Seahawks              | 1                | NFL: 2013                                                                         |                       |                                    |
| Carolina Panthers             | 0                | NFL: nigdy – przegrali Super Bowl XXXVIII i Super Bowl 50                         |                       |                                    |
| Atlanta Falcons               | 0                | NFL: nigdy – przegrali Super Bowl XXXIII i Super Bowl LI                          |                       |                                    |
| Jacksonville Jaguars          | 0                | NFL: nigdy – przegrali Mistrzostwo Konferencji                                    |                       |                                    |
| Houston Texans                | 0                | NFL: nigdy – przegrali w Fazie dywizyjnej (Divisional Round)                      |                       |                                    |

- Lata wytłuszczone odnoszą się do mistrzostw po połączeniu lig AFL i NFL (tzw. Super Bowl Championship).
- Zespoły oznaczone symbolem # już nie działają.

Legenda tabeli:
(1) W opinii niektórych drużyna Philadelphia Eagles jest odtworzonym zespołem Frankford Yellow Jackets. Jednakże w oficjalnych dokumentach NFL traktowani są jako osobne kluby.
(2) Mistrzostwa ligi w roku 1925 budzą kontrowersje. Debatuje się, czy tytuł nadany zespołowi Arizona Cardinals (wtedy Chicago Cardinals) nie powinien być przyznany nieistniejącemu już zespołowi Pottsville Maroons.
(3) Od końca sezonu 1966 mistrzowie lig AFL i NFL rozgrywali Finał o Mistrzostwo Świata AFL-NFL (nazwane później Super Bowl). Drużyny New York Jets i Kansas City Chiefs były mistrzami ligi AFL i wygrały Finały z mistrzami ligi NFL, Baltimore Colts i Minnesota Vikings, odpowiednio po sezonach 1968 i 1969.
(4) Drużyny Canton Bulldogs i Cleveland Bulldogs to dwie odrębne franczyzy. Właściciel zespołu z Cleveland (wtedy zwanego Indians) kupił zespół z Canton po sezonie 1923. Następnie przeniósł zawodników z Canton do drużyny z Cleveland i zmienił jej nazwę na Bulldogs. Starał się też odsprzedać zespół Canton Bulldogs bez zabranych zawodników, ale żadna transakcja nie doszła do skutku. Tym sposobem drużyna z Canton nie rozegrała sezonu 1924, choć później wróciła do ligi, by po dwóch latach ostatecznie zostać rozwiązaną.
(5) Po sezonach 1966-1969 dwie rywalizujące ze sobą ligi AFL i NFL rozgrywały Finały o Mistrzostwo Świata AFL-NFL, którym później nadano nazwy Super Bowl I-IV. Do tych finałów przystępowały zespoły, które przeszły wszystkie fazy rozgrywek w swojej lidze. Dodatkowa kolumna w tabeli służy podkreśleniu wysiłku tych drużyn i rangi finałów.

## Zawodnicy z największą liczbą punktów
Stan na 02.11.2014.
| Msc | Zawodnik        | Lata gry  | Punkty | Mecze |
| --- | --------------- | --------- | ------ | ----- |
| 1   | Morten Andersen | 1982-2007 | 2544   | 382   |
| 2   | Gary Anderson   | 1982-2004 | 2434   | 353   |
| 3   | Jason Hanson    | 1992-2012 | 2150   | 327   |
| 4   | Adam Vinatieri  | od 1996   | 2072   | 282   |
| 5   | John Carney     | 1988-2010 | 2062   | 302   |
| 6   | Matt Stover     | 1991-2009 | 2004   | 297   |
| 7   | George Blanda   | 1949-1975 | 2002   | 340   |
| 8   | Jason Elam      | 1993-2009 | 1983   | 263   |
| 9   | John Kasay      | 1991-2011 | 1970   | 301   |
| 10  | Norm Johnson    | 1982-1999 | 1736   | 273   |

## Władze

### Komisarze i prezesi
1. Prezydent Jim Thorpe (1920–1921)[30]
2. Prezydent Joseph Carr (1921–1939)
3. Prezydent Carl Storck (1939–1941)
4. Komisarz Elmer Layden (1941–1946)
5. Komisarz Bert Bell (1946–1959)
6. p.o. Prezydent Austin Gunsel (1959–1960, po śmierci Bella)
7. Komisarz Alvin „Pete” Rozelle (1960–1989)
8. Komisarz Paul Tagliabue (1989–2006)
9. Komisarz Roger Goodell (od 2006)

### Siedziby
1. Canton, w stanie Ohio (1920–1921)
2. Columbus, w stanie Ohio (1921–1941)
3. Chicago w stanie Illinois (1941–1946)
4. Filadelfia, w stanie Pensylwania (1946–1960)
5. Nowy Jork, w stanie Nowy Jork (od 1960)

### Inne ligi
- All-America Football Conference
- American Football League
- NFL Europa
- United States Football League